# (5888) 1978 VU7
(5888) 1978 VU7 (1978 VU7, 1976 JH4, 1992 UD1) — астероїд головного поясу, відкритий 7 листопада 1978 року.
Тіссеранів параметр щодо Юпітера — 3.304.